# Charles Scorsese
Luciano Charles Scorsese (8 de mayo de 1913 - 23 de agosto de 1993) fue un actor de cine estadounidense.

## Biografía
Nació en la ciudad de Nueva York, hijo de Teresa y Francesco Scorsese, inmigrantes italianos de Polizzi Generosa, un pequeño pueblo cerca de Palermo. Se casó con la actriz Catherine Scorsese en 1933. Fue el padre del famoso director Martin Scorsese. Su debut en el cine fue en la película Toro salvaje, en 1980, interpretando a Charlie. También trabajó en otras películas de gánsteres como Goodfellas (1990), interpretando a Vinnie (basado en el gánster real Thomas Agro), y Casino (1995), su última película.
Falleció a los 80 años de edad en Nueva York.

## Filmografía
- Casino (1995) (sin acreditar)
- La edad de la inocencia (1993) (sin acreditar)
- Cape Fear (1991) – Comprador en el puesto de frutas
- The Hard Way (1991) – Anciano (sin acreditar)
- Goodfellas (1990) – Vinnie
- El color del dinero  (1986) – High Roller #1
- Wise Guys (1986) – Invitado a la fiesta de cumpleaños
- After Hours (1985) – dueño del Club Berlin (sin acreditar)
- El rey de la comedia (1983) – primer hombre en el bar
- Toro salvaje (1980) – Charlie
- Italianamerican (1974) – él mismo